# Athyrium nitidulum
Athyrium nitidulum är en majbräkenväxtart som först beskrevs av Kze., och fick sitt nu gällande namn av Carl August Julius Milde. Athyrium nitidulum ingår i släktet Athyrium och familjen Athyriaceae. Inga underarter finns listade.